# 西宮市大谷記念美術館
西宮市大谷記念美術館（にしのみやしおおたにきねんびじゅつかん）は兵庫県西宮市にある美術館である。

## 概説
1972年、実業家昭和電極創業者の大谷竹次郎（大谷米太郎弟、松竹創業者の大谷竹次郎とは別人）から寄贈されたフランスおよび日本の近代絵画を中心とするコレクションと邸宅を展示室として開館した。1977年に新館とアトリエが完成、1991年には大規模な増改築がなされ、現在の近代的な美術館になった。玄関正面の広いロビー一面の窓から日本庭園を眺めることができ、旧邸宅のエッセンスを残している。
毎年開催される「イタリア・ボローニャ国際絵本原画展」の会場となっている。
日本博物館協会会員館。博物館法に基づく兵庫県教育委員会登録博物館である。またひょうごっ子ココロンカードの対象施設になっている。
開館以来、運営は、公益財団法人西宮市大谷記念美術館（2013年までは財団法人）が行っている。

## 主な施設
- 展示室Ⅰ、Ⅱ、Ⅲ、Ⅳ
- 常設展示室
- 和室「緑爽庵」
- ティーラウンジ「zip」
- アトリエ
- 講堂
- 回遊式日本庭園（1990年） 造園設計：荒木造園設計事務所（荒木芳邦)

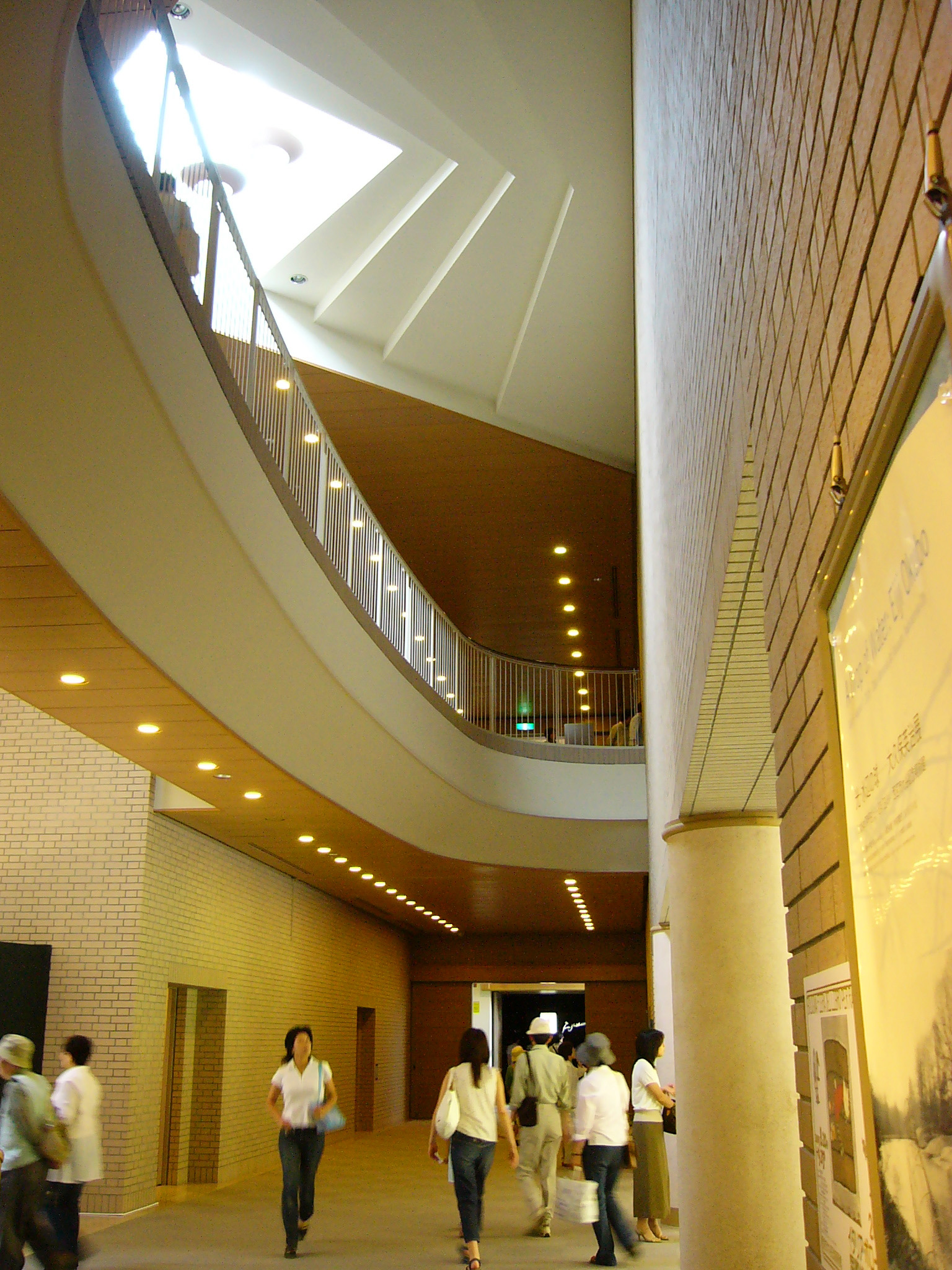
ロビー
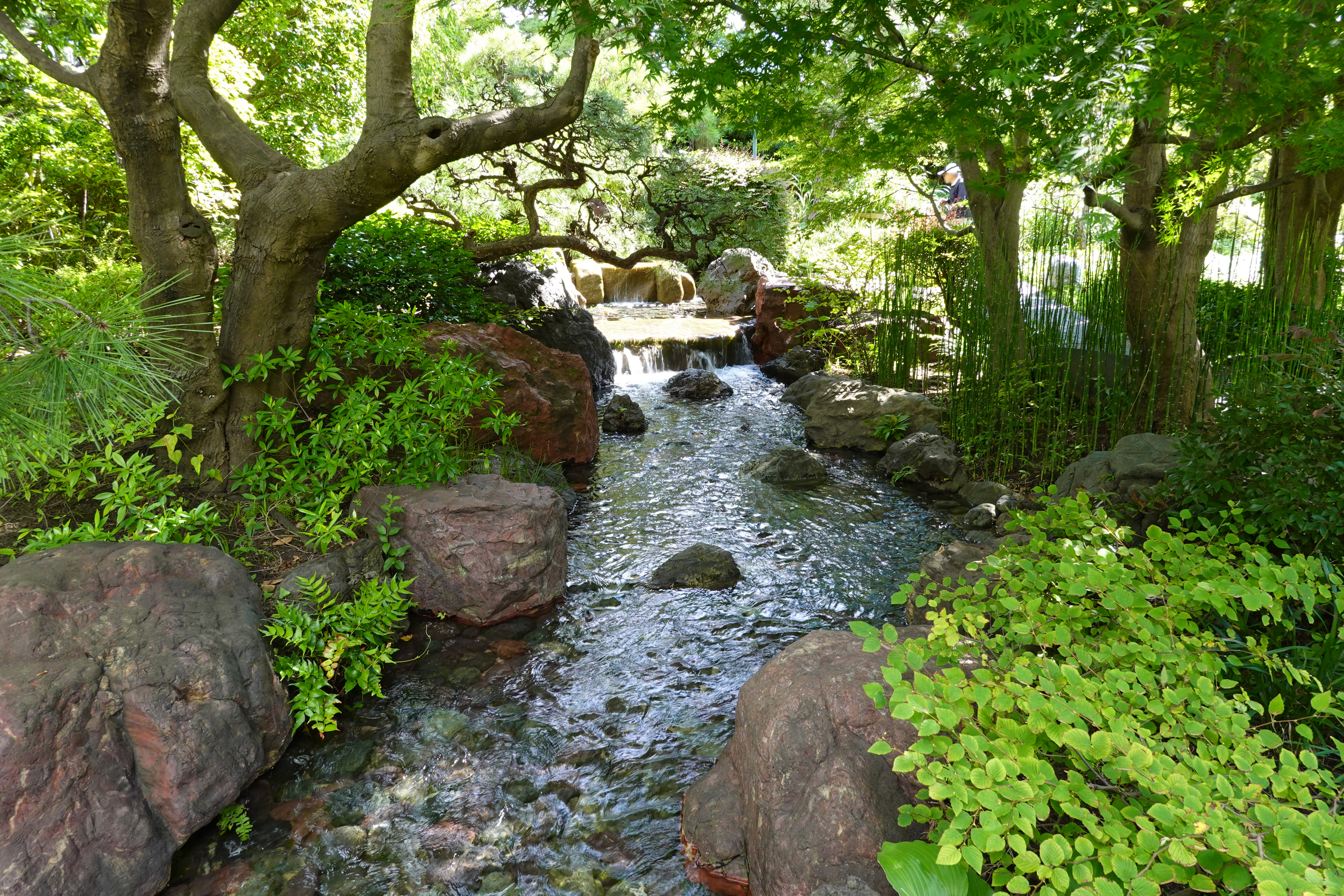
日本庭園

## 主な所蔵品
- 小出楢重「帽子のある静物」（1923年）
- 梅原龍三郎「霧島（栄ノ尾」（1938年）
- 小松益喜「朝の画廊（鯉川筋画廊）」（1940年）
- 上村松園「秋の粧」（1936年）、「蛍」（1943年）
- 菱田春草「秋林遊鹿」（1909年）
- 元永定正「いつつかたちはあかのなか」（2002年）、「しろからだんだん」（2002年）
- 植松奎二「まちがってつかわれた机一浮」（1994年）
- 岡本太郎「午後の日」（1967年）
- ギュスターヴ・クールベ「眠る草刈り女」（1845年頃）

岡本太郎『午後の日』
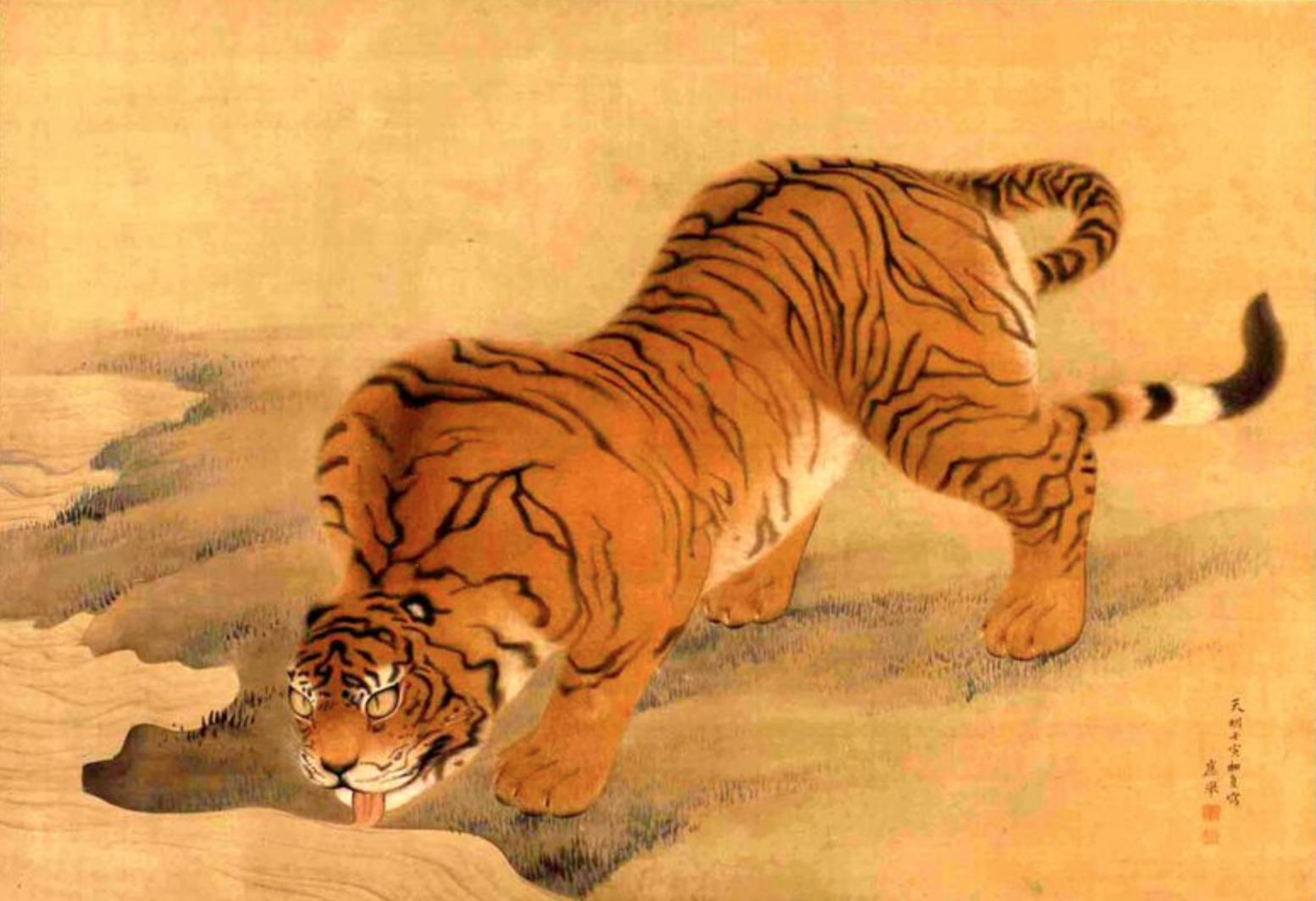
円山応挙『水呑虎図』

## 利用情報
- 開館時間 - 10:00から17:00まで
- 休館日 - 水曜（※水曜日が祝日の場合は開館、翌日休館）

### 交通アクセス
- 阪神本線「香櫨園駅」徒歩6分
- JR神戸線（東海道本線）さくら夙川駅徒歩13分
- 阪急電鉄（神戸本線・甲陽線）夙川駅徒歩18分

## 周辺
- 菊池貝類館
- 西宮市貝類館
- 辰馬考古資料館
- カトリック夙川教会